# Merostachys caucaiana
Merostachys caucaiana är en gräsart som beskrevs av Tatiana Sendulsky. Merostachys caucaiana ingår i släktet Merostachys och familjen gräs. Inga underarter finns listade i Catalogue of Life.